# Gallardon
Gallardon ist eine Gemeinde mit 3537 Einwohnern (Stand 1. Januar 2022) im französischen Département Eure-et-Loir. Bürgermeister ist seit 2020 Yves Marie.

## Geographie
Gallardon grenzt an das Département Yvelines. Die nächstgelegene Autobahn ist die A11. Die Stadt liegt am Fluss Voise nahe der Einmündung seines Nebenflusses Rémarde.

## Bevölkerungsentwicklung
| Jahr                       | 1962 | 1968 | 1975 | 1982 | 1990 | 1999 | 2006 | 2016 |
| Einwohner                  | 1471 | 1656 | 2076 | 2303 | 2576 | 3510 | 1322 | 3654 |
| Quellen: Cassini und INSEE |      |      |      |      |      |      |      |      |

## Sehenswürdigkeiten
Bekannt ist Gallardon unter anderem für die Ruine eines Bergfrieds aus dem 12. Jahrhundert, die gotische Kirche Saint Pierre et Saint Paul und das historische Straßenbild.

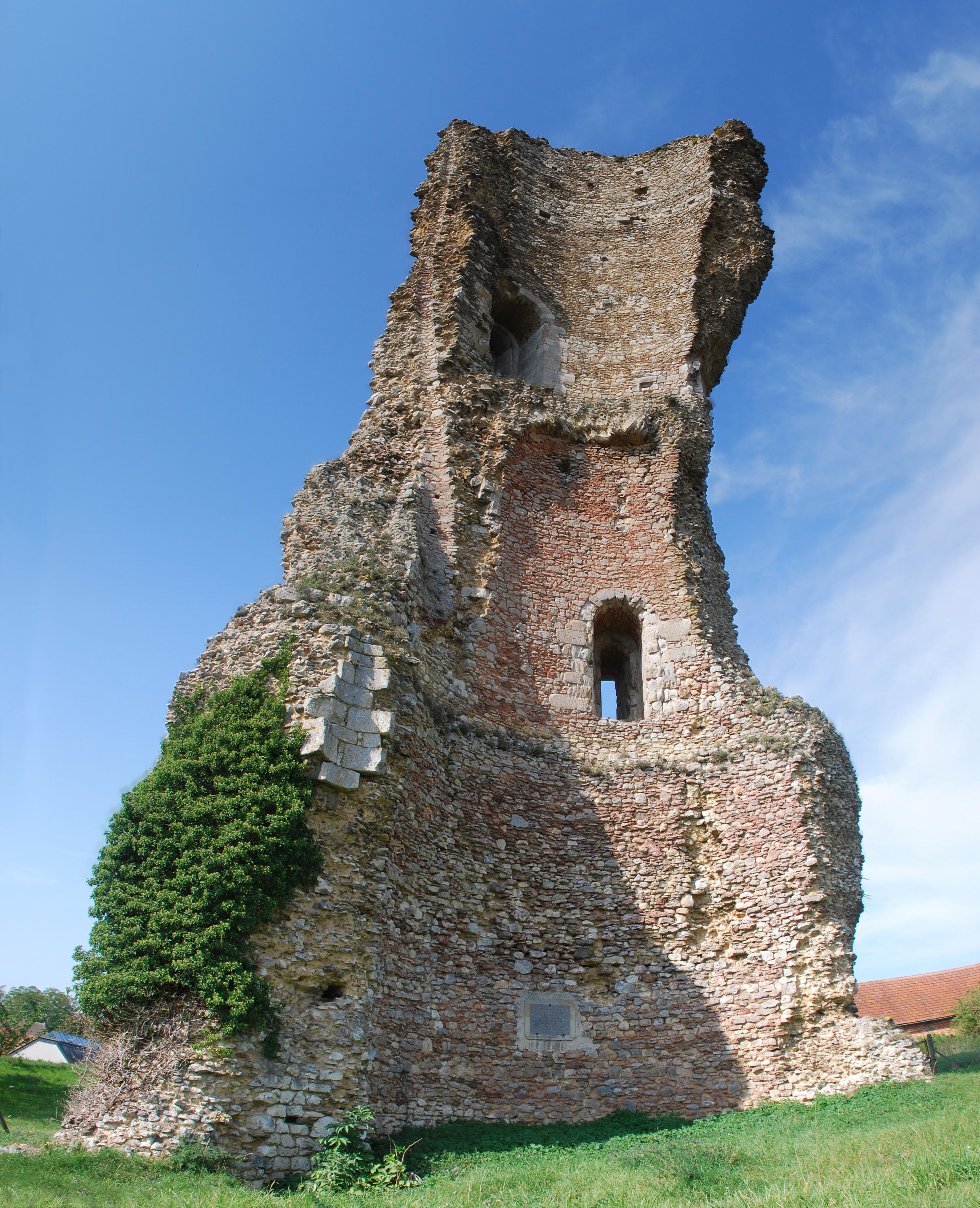
Bergfried-Ruine

## Persönlichkeiten
- Michel Vovelle (1933–2018), Historiker